# FK Velež Mostar
FK Velež Mostar este un club de fotbal din Mostar, Bosnia și Herzegovina.